# Rapilly
Rapilly település Franciaországban, Calvados megyében. Lakosainak száma 46 fő (2022. január 1.). Rapilly Le Détroit, Les Isles-Bardel, Les Loges-Saulces, Le Mesnil-Villement, Ménil-Vin és Saint-Philbert-sur-Orne községekkel határos.

## Népesség
A település népessége az elmúlt években az alábbi módon változott:
| Lakosok száma | 55   | 51   | 46   | 42   | 47   | 47   | 47   | 48   | 49   | 46   |
|               | 1968 | 1982 | 1990 | 2006 | 2013 | 2015 | 2017 | 2019 | 2020 | 2022 |